# Slam Dunk
Slam Dunk (japanska: スラムダンク Hepburn: Suramu Danku?) är en sportrelaterad mangaserie skriven och illustrerad av Takehiko Inoue och handlar om ett skollag i basket. Den publicerades ursprungligen i Weekly Shōnen Jump åren 1990-1996, och samlades sedan i 31 olika tankōbonvolymer av Shueisha. Den gjordes till animeserie av Toei Animation och sändes i Japan samt flera olika asiatiska och europeiska länder.

### Fotnoter
1. ↑  Charles Solomon (12 juni 2010). ”Author profile: Manga artist Takehiko Inoue has hoop dreams”. Los Angeles Times. Arkiverad från originalet den 1 juni 2012. https://www.webcitation.org/685PrxQtM?url=http://articles.latimes.com/2010/jun/12/entertainment/la-et-solomon-profile-20100612. Läst 29 april 2015.